# MRS-Radio
MRS, Music Radio Service, grundad 1980, är en radiostation i Stockholm som sänder urban och R&B-musik och vetenskapsradio "Planetary Radio", på FM-frekvensen 90,5 MHz varje dag, alla dagar i veckan, ca 12-16  timmar per dygn, på Internet dygnet runt. En av grundarna av MRS är Gagarin Miljkovich, som än idag (2025) arbetar ideellt på stationen. 
MRS sände med start från oktober 1980, till en början på "Järva-sändaren" på FM-frekvensen 91,1 MHz, placerad på vattentornet i Spånga Tensta, i nordvästra Stockholms kommun. Järva-sändaren var den andra närradiosändaren i Stockholm, vid sidan av 88,0 MHz, som var placerad på en av hötorgskraporna i Stockholms City. 
Sändningarna flyttades över år 1985 till den nya FM-frekvensen 90,5 MHz i Bromma, nordvästra Stockholms kommun, i närheten av MRS studio i Blackeberg. För att kunna fortsätta sändningarna så införskaffades 1993 en egen FM-sändare, som placerades på ett av högsta höghusen i Vällingby Centrum, samtidigt som MRS-studion också flyttades från Blackeberg till Vällingby Centrum.
På stationen sänds några verkliga långkörarprogram, som idag (2025) alla hållit på i över 30 år: "Made In Brazil" med DJ Joaqium, "Stomp Show" med Håkan "Trouble" Andersson (med soulful house och garage mixat non-stop), "Soul Underground" med DJ Jens (ny nerpitchad hiphop, trap rap och r&b) och "Reggae Attack" med DJ Ashman of SoundKilla. Samttliga DJ's arbetar ideellt på stationen.